# Гагвілгет 1
Гагвілгет 1 (англ. Hagwilget 1) — індіанська резервація в Канаді, у провінції Британська Колумбія, у межах регіонального округу Кітімат-Стекін.

## Населення
За даними перепису 2016 року, індіанська резервація нараховувала 191 особу, показавши скорочення на 19,7%, порівняно з 2011-м роком. Середня густина населення становила 150,1 осіб/км².
З офіційних мов обидвома одночасно володіли 5 жителів, тільки англійською — 185. Усього 25 осіб вважали рідною мовою не одну з офіційних, з них усі — одну з корінних мов.
Працездатне населення становило 56,7% усього населення, рівень безробіття — 29,4%.

## Клімат
Середня річна температура становить 4,6°C, середня максимальна – 20,1°C, а середня мінімальна – -14,7°C. Середня річна кількість опадів – 603 мм.
| Клімат поселення                              | Клімат поселення | Клімат поселення | Клімат поселення | Клімат поселення | Клімат поселення | Клімат поселення | Клімат поселення | Клімат поселення | Клімат поселення | Клімат поселення | Клімат поселення | Клімат поселення | Клімат поселення |
| Показник                                      | Січ.             | Лют.             | Бер.             | Квіт.            | Трав.            | Черв.            | Лип.             | Серп.            | Вер.             | Жовт.            | Лист.            | Груд.            |                  |
| Середній максимум, °C                         | −1,53            | 2,58             | 7,00             | 11,77            | 16,29            | 20,08            | 18,85            | 18,28            | 13,62            | 7,90             | 0,94             | −3,74            |                  |
| Середня температура, °C                       | −8,12            | −4,02            | 0,41             | 5,18             | 9,69             | 13,49            | 15,92            | 15,35            | 10,69            | 4,97             | −1,98            | −6,67            |                  |
| Середній мінімум, °C                          | −14,72           | −10,62           | −6,17            | −1,41            | 3,10             | 6,89             | 13,00            | 12,43            | 7,77             | 2,05             | −4,92            | −9,6             |                  |
| Норма опадів, мм                              | 63               | 35               | 27               | 27               | 40               | 50               | 56               | 53               | 68               | 82               | 51               | 51               |                  |
| Середньомісячна швидкість вітру, м/с          | 1.81             | 1.81             | 1.96             | 2.12             | 2.12             | 2.03             | 1.88             | 1.70             | 1.61             | 1.72             | 1.72             | 1.72             |                  |
| Середньомісячна сонячна радіація, кДж/м²·день | 1917             | 4392             | 9040             | 14473            | 18079            | 19545            | 18498            | 15566            | 10232            | 5181             | 2404             | 1359             |                  |
| --------------------------------------------- | ---------------- | ---------------- | ---------------- | ---------------- | ---------------- | ---------------- | ---------------- | ---------------- | ---------------- | ---------------- | ---------------- | ---------------- | ---------------- |
| Джерело:                                      |                  |                  |                  |                  |                  |                  |                  |                  |                  |                  |                  |                  |                  |